# Округ Ајрон (Мичиген)
Округ Ајрон (енгл. Iron County) је округ у америчкој савезној држави Мичиген.

## Демографија
По попису из 2010. године број становника је 11.817, што је 1.321 (-10,1%) становника мање него 2000. године.
| Група             | 2000.          | 2010.          |
| Белци             | 12.601 (95,9%) | 11.370 (96,2%) |
| Афроамериканци    | 144 (1,1%)     | 14 (0,1%)      |
| Азијати           | 26 (0,2%)      | 32 (0,3%)      |
| Хиспаноамериканци | 84 (0,6%)      | 161 (1,4%)     |
| Укупно            | 13.138         | 11.817         |